# Neohaematopinus robustus
Neohaematopinus robustus är en insektsart som beskrevs av Johnson 1964. Neohaematopinus robustus ingår i släktet Neohaematopinus och familjen ledlöss. Inga underarter finns listade i Catalogue of Life.